# Причил
Причил (укр. Причіл) — село в Поляницкой сельской общине Надворнянского района Ивано-Франковской области Украины.
Население по переписи 2001 года составляло 18 человек. Занимает площадь 2,9 км². Почтовый индекс — 78436. Телефонный код — 03475.